# Sergei Iwanowitsch Bulygin
Sergei Iwanowitsch Bulygin (russisch Серге́й Иванович Булы́гин; * 1. Juli 1963 in Solowjowka, Oblast Nowosibirsk) ist ein ehemaliger sowjetischer Biathlet.
Er gewann die Goldmedaille mit der 4 × 7,5-km-Staffel bei den Olympischen Winterspielen 1984 in Sarajevo. Ferner gewann er vier Goldmedaillen bei Weltmeisterschaften.